# Promops
Promops ist eine Gattung von Fledermäusen aus der Familie der Bulldoggfledermäuse (Molossidae). Es gibt drei Arten, die in Mittel- und Südamerika vorkommen.

## Merkmale
Diese Fledermäuse erreichen eine Kopf-Rumpf-Länge von 60 bis 90 mm, eine Schwanzlänge von 45 bis 75 mm und ein Gewicht von 14 bis 17 g. Die Unterarme sind 43 bis 63 mm lang. Das Fell der Tiere ist am Rücken allgemein braun oder schwarz gefärbt, die Vorderseite ist meist bleicher. Der Kopf hat eine kennzeichnende kurze, breite Form mit runder Schädeldecke. Wie bei anderen, nahe verwandten Bulldoggenfledermäusen stoßen die Ohren auf der Stirn aneinander. Ein weiteres ausgeprägtes Merkmal der Gattung sind die langen Fersensporne (Calcar), die fast an den Schwanz reichen.

## Arten und Verbreitung
Es werden drei Arten unterschieden:
- Promops centralis hat drei voneinander getrennte Populationen. Die erste ist von Mexiko bis Nicaragua und Panama verbreitet, die zweite von Nord-Kolumbien über Venezuela bis in das Bergland von Guayana. Sie kommt auch auf Trinidad und Tobago vor. Die dritte Population, von einigen Autoren als Unterart P. centralis occultus bezeichnet, lebt an den östlichen Abhängen der Anden in den Staaten Bolivien, Peru und Paraguay bis Nord-Argentinien. Im zentralen Teil des Amazonasbeckens wurden keine Vorkommen der Art entdeckt.
- Promops nasutus, ist von Zentral-Kolumbien über Venezuela bis Nord-Argentinien anzutreffen. Allerdings gibt es in diesem großen Verbreitungsgebiet ebenfalls drei distinkte Gebiete, in denen die Art vorkommt. Das erste liegt im nördlichen Südamerika und reicht von Kolumbien über die Guayana-Staaten bis ins nördliche Brasilien. Das zweite umfasst die brasilianischen Bundesstaaten Bahia, Minas Gerais und São Paulo an der Atlantikküste. Das dritte Gebiet umfasst Teile des brasilianischen Bundesstaates Rio Grande do Sul sowie der angrenzenden Staaten Bolivien, Paraguay und Argentinien.
- Promops davisoni galt von der Erstbeschreibung durch Oldfield Thomas im Jahr 1921 bis in die 1960er Jahre als eigenständige Art, wurde aber später meist als Unterart von Promops centralis angesehen. Hinsichtlich ihrer Merkmale steht sie jedoch zwischen den beiden anderen Arten. Diese Tatsache und das von den anderen Arten isolierte Verbreitungsgebiet westlich der Anden in den Staaten Ecuador und Peru bis nahe an die Grenze zu Chile[5] haben zur Wiedererrichtung der Art geführt.[4]

Die Arten Promops centralis und Promops nasutus gelten als nicht gefährdet (Least Concern), da sie ein sehr großes Verbreitungsgebiet haben. Der Gefährdungsgrad von Promops davisoni wurde noch nicht untersucht.

## Lebensweise
Die Lebensweise ist hauptsächlich für Promops centralis bekannt. Diese Art hält sich in unterschiedlichen Lebensräumen auf, z. B. immergrüne Wälder, sommergrünen Laubwälder oder offene Landschaften. In den Anden und anderen Gebirgen werden 1.800 Meter Meereshöhe erreicht. Kleine Gruppen ruhen zusammen in Baumhöhlen, unter großen Blättern oder in Hausdächern. Es gibt nur wenige Studien über den Nahrungserwerb und die Fortpflanzung der beiden Gattungsvertreter. Diesen zufolge jagen die Tiere Insekten. Der Wurf dieser Fledermäuse besteht im Regelfall nur aus einem einzigen Jungtier.